# Жидкое зеркало

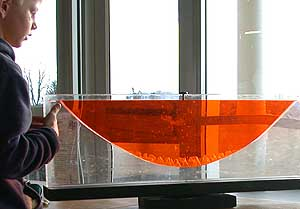
Параболическая форма, образованная вращающейся поверхностью жидкости. Две жидкости разной плотности заполняют узкое пространство между двумя листами прозрачного пластика. Зазор между листами закрывается снизу, по бокам и сверху. Вся конструкция вращается вокруг вертикальной оси, проходящей через центр.

Жидкое зеркало — зеркало телескопа, выполненное из светоотражающей жидкости. Чаще всего используется ртуть, но подходят и другие жидкости (например, легкоплавкие сплавы галлия). Контейнер с жидкостью вращают с постоянной скоростью вокруг вертикальной оси, в результате чего центробежная сила придает поверхности жидкости параболоидальную форму. Самый известный телескоп с жидким зеркалом это Большой зенитный телескоп.
Этот параболический рефлектор может служить первичным зеркалом телескопа-рефлектора. Вращающаяся жидкость принимает одинаковую форму поверхности независимо от формы сосуда; чтобы уменьшить количество необходимого жидкого металла и, следовательно, вес, во вращающемся ртутном зеркале используется контейнер, максимально приближенный к необходимой параболической форме. Жидкие зеркала могут быть недорогой альтернативой обычным большим телескопам. По сравнению с зеркалом из твердого стекла, которое необходимо отлить, отшлифовать и отполировать, вращающееся зеркало из жидкого металла намного дешевле в производстве.